# Albumy numer jeden w roku 1999 (Japonia)
Notowanie Weekly Album Chart (jap. 週間アルバムランキング Shūkan Arubamu Chāto) przedstawia najlepiej sprzedające się albumy w Japonii. Publikowane jest ono przez magazyn Oricon Style, a dane kompletowane są przez Oricon w oparciu o cotygodniowe wyniki sprzedaży fizycznej albumów. Poniżej znajdują się tabele prezentujące najpopularniejsze albumy w danych tygodniach w roku 1999.

## Oricon Weekly Album Chart
| Data            | Album                                                                                    | Wykonawca              | Źródło |
| --------------- | ---------------------------------------------------------------------------------------- | ---------------------- | ------ |
| 4 stycznia      | wstrzymanie publikacji                                                                   | wstrzymanie publikacji | [ 1 ]  |
| 11 stycznia     | A Song for ××                                                                            | Ayumi Hamasaki         | [ 1 ]  |
| 18 stycznia     | A Song for ××                                                                            | Ayumi Hamasaki         | [ 1 ]  |
| 25 stycznia     | People Of The World                                                                      | J-Friends              | [ 1 ]  |
| 1 lutego        | A Song for ××                                                                            | Ayumi Hamasaki         | [ 1 ]  |
| 8 lutego        | A Song for ××                                                                            | Ayumi Hamasaki         | [ 1 ]  |
| 15 lutego       | DISCOVERY                                                                                | Mr. Children           | [ 1 ]  |
| 22 lutego       | kahala compilation                                                                       | Tomomi Kahala          | [ 1 ]  |
| 1 marca         | Eien (jap. 永遠)                                                                         | Zard                   | [ 1 ]  |
| 8 marca         | h                                                                                        | Hitomi                 | [ 1 ]  |
| 15 marca        | h                                                                                        | Hitomi                 | [ 1 ]  |
| 22 marca        | First Love                                                                               | Hikaru Utada           | [ 1 ]  |
| 29 marca        | First Love                                                                               | Hikaru Utada           | [ 1 ]  |
| 5 kwietnia      | SA                                                                                       | Ami Suzuki             | [ 1 ]  |
| 12 kwietnia     | Every Best Single +3                                                                     | Every Little Thing     | [ 1 ]  |
| 19 kwietnia     | First Love                                                                               | Hikaru Utada           | [ 1 ]  |
| 26 kwietnia     | First Love                                                                               | Hikaru Utada           | [ 1 ]  |
| 3 maja          | the Monster                                                                              | Dreams Come True       | [ 1 ]  |
| 10 maja         | hide TRIBUTE SPIRITS                                                                     | różni artyści          | [ 1 ]  |
| 17 maja         | First Love                                                                               | Hikaru Utada           | [ 1 ]  |
| 24 maja         | First Love                                                                               | Hikaru Utada           | [ 1 ]  |
| 31 maja         | ID                                                                                       | Nanase Aikawa          | [ 1 ]  |
| 7 czerwca       | ZARD BEST The Single Collection ~Kiseki~ (jap. ZARD BEST The Single Collection 〜軌跡〜) | Zard                   | [ 1 ]  |
| 14 czerwca      | ZARD BEST The Single Collection ~Kiseki~ (jap. ZARD BEST The Single Collection 〜軌跡〜) | Zard                   | [ 1 ]  |
| 21 czerwca      | ZARD BEST The Single Collection ~Kiseki~ (jap. ZARD BEST The Single Collection 〜軌跡〜) | Zard                   | [ 1 ]  |
| 28 czerwca      | ZARD BEST The Single Collection ~Kiseki~ (jap. ZARD BEST The Single Collection 〜軌跡〜) | Zard                   | [ 1 ]  |
| 5 lipca         | GREATEST HITS 1990–1999                                                                  | Tomoyasu Hotei         | [ 1 ]  |
| 12 lipca        | ark                                                                                      | L’Arc-en-Ciel          | [ 1 ]  |
| 19 lipca        | ark                                                                                      | L’Arc-en-Ciel          | [ 1 ]  |
| 26 lipca        | Brotherhood                                                                              | B’z                    | [ 1 ]  |
| 2 sierpnia      | Viva La Revolution                                                                       | Dragon Ash             | [ 1 ]  |
| 9 sierpnia      | Viva La Revolution                                                                       | Dragon Ash             | [ 1 ]  |
| 16 sierpnia     | C album                                                                                  | KinKi Kids             | [ 1 ]  |
| 23 sierpnia     | C album                                                                                  | KinKi Kids             | [ 1 ]  |
| 30 sierpnia     | „LUCKY” 20th Century, Coming Century to be continued...                                  | V6                     | [ 1 ]  |
| 6 września      | NO DOUBT                                                                                 | CHAGE&ASKA             | [ 1 ]  |
| 13 września     | GOLDEN BEST                                                                              | Yōsui Inoue            | [ 1 ]  |
| 20 września     | 1/42                                                                                     | Mr. Children           | [ 1 ]  |
| 27 września     | ZARD BEST ~Request Memorial~                                                             | Zard                   | [ 1 ]  |
| 4 października  | CRUISE RECORD 1995–2000                                                                  | globe                  | [ 1 ]  |
| 11 października | MAXIMUM COLLECTION                                                                       | MAX                    | [ 1 ]  |
| 18 października | CRUISE RECORD 1995–2000                                                                  | globe                  | [ 1 ]  |
| 25 października | Yuzuen (jap. ゆずえん)                                                                   | Yuzu                   | [ 1 ]  |
| 1 listopada     | HEAVY GAUGE                                                                              | Glay                   | [ 1 ]  |
| 8 listopada     | HEAVY GAUGE                                                                              | Glay                   | [ 1 ]  |
| 15 listopada    | Colorado                                                                                 | Tina                   | [ 1 ]  |
| 22 listopada    | LOVEppears                                                                               | Ayumi Hamasaki         | [ 1 ]  |
| 29 listopada    | LOVEppears                                                                               | Ayumi Hamasaki         | [ 1 ]  |
| 6 grudnia       | LOVEppears                                                                               | Ayumi Hamasaki         | [ 1 ]  |
| 13 grudnia      | The Very Best (jap. ザ・ベリー・ベスト)                                                  | Céline Dion            | [ 1 ]  |
| 20 grudnia      | MAGNUM COLLECTION 1999 „Dear”                                                            | Masaharu Fukuyama      | [ 1 ]  |
| 27 grudnia      | RECYCLE Greatest Hits of SPITZ                                                           | Spitz                  | [ 1 ]  |